# Dolores (película)
Dolores, es una coproducción realizada entre Argentina y Brasil, en el año 2016. Es un film de época dirigido por Juan Dickinson y protagonizado por Emilia Attias, Guillermo Pfening y Roberto Birindelli.

## Sinopsis
Dolores cuenta la historia de una mujer escocesa (Emilia Attias) que vuelve a la Argentina luego de la muerte de su hermana Helen, para hacerse cargo de su sobrino Harry (Mateo y Felipe Flossdorf),de ocho años, pero atraída también por el amor inconcluso con su cuñado Jack (Guillermo Pfening). En el contexto de la Segunda Guerra Mundial, se desarrolla este amor, en donde los ecos de la guerra se hacen cada vez más cercanos, y la disputa mundial entre alemanes e ingleses empieza hacerse personal, cuando a Dolores comienza a seducirla un hijo de alemanes, Octavio Brand (Roberto Birindelli), quien lejos de ser el enemigo, empieza a ser un amor inesperado para Dolores, quien deberá decidir entre dos hombres.

## Reparto
- Dolores ... Emilia Attias
- Jack ... Guillermo Pfening
- Octavio Brand ... Roberto Birindelli
- Florrie ... Mara Bestelli
- Montero ... Manuel Vicente
- Harry (niño) ... Felipe y Mateo Flossdorf
- Virtuoso... Jandir Ferrari
- Amanda... Tania Ruiz Gambini
- José (niño) ... Lucas Thiago Martín Abraham
- Harry (adulto) ... Matías Mayer

## Festivales, Premios y nominaciones
- Festival do Río, 10/2016, Brasil[5]
- Festival de cine “Una mirada mayor”, 5/2017, Argentina[6]